# Finowmaß
|               | Finowmaß | Groß-Finowmaß |
| ------------- | -------- | ------------- |
| Länge         | 40,2 m   | 41 m          |
| Breite        | 4,60 m   | 5,10 m        |
| Tiefgang      | 1,40 m   | 1,75 m        |
| Tragfähigkeit | 170 t    | 270 t         |

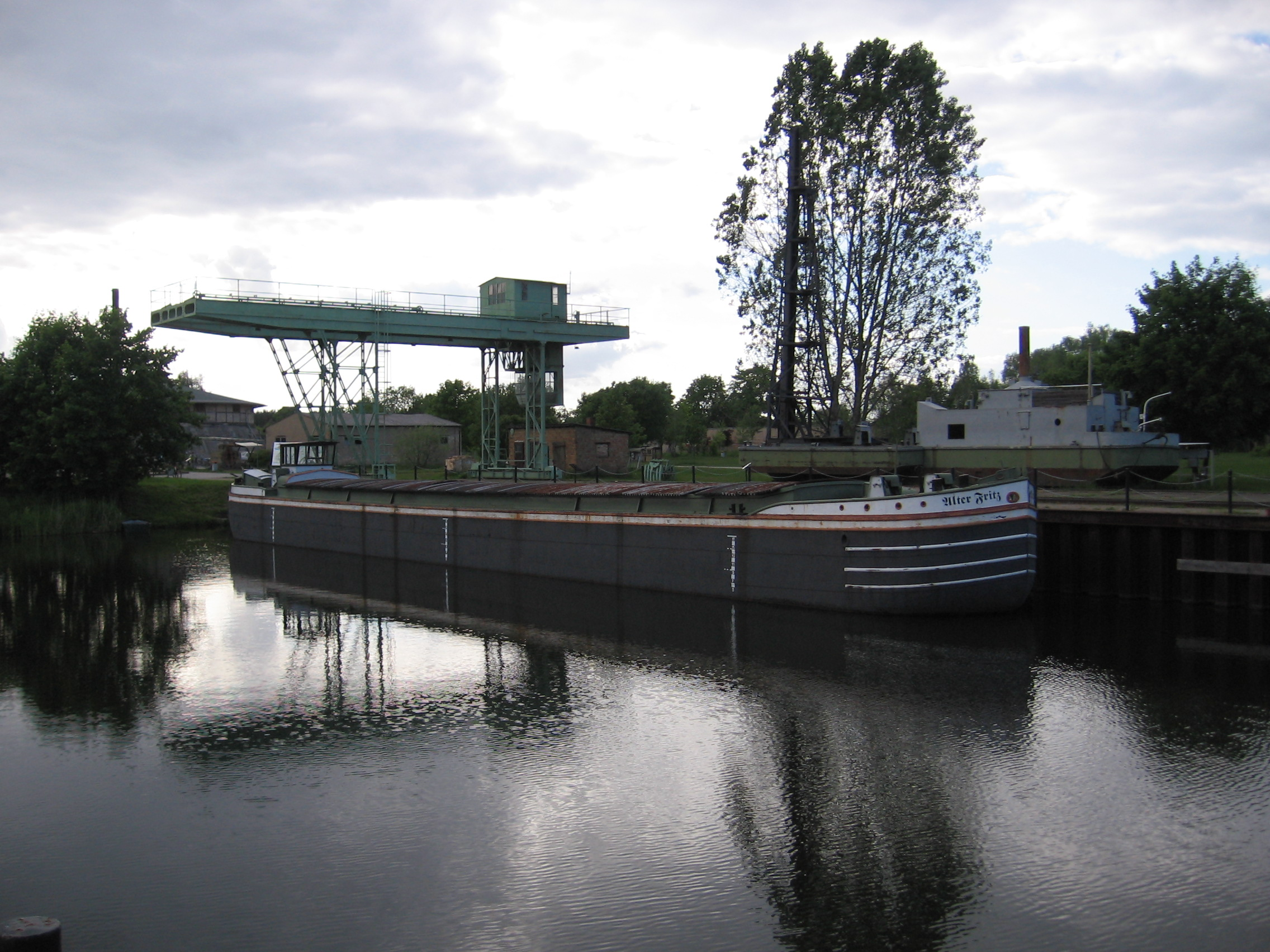
Finowmaßkahn Alter Fritz im Ziegeleihafen Mildenberg

Das Finowmaß oder Finowkanalmaß war das erste standardisierte Binnenschiffmaß. Die darin enthaltenen Abmessungen  wurden 1845 von der preußischen Regierung als die maximal zulässigen verordnet. Die künftig gebauten Schiffe durften nicht länger als 40,20 m und nicht breiter als 4,60 m sein. Bei 1,40 m Tauchtiefe betrug die Tragfähigkeit 170 Tonnen. Diese Maße entsprachen den zur damaligen Zeit erneuerten Schleusen im Finowkanal in den bereits 1821 für alle märkischen Wasserstraßen festgelegten einheitlichen Abmessungen. In den zweiten Schleusen, die in den 19 Staustufen im Finowkanal und in Oranienburg 1874 bis 1885 gebaut wurden, waren die Abmessungen leicht größer. Daraus wurde das Groß-Finowmaß abgeleitet.
Sie sind noch heute wichtig für die Planung von Kanälen und Schleusen, das Groß-Finowmaß entspricht der Kategorie I der Binnenwasserstraßen. 
Das Finowmaß war maßgeblich für die Spezifikation der Binnenschiffsklasse I östlich der Elbe.